# N5 (Niger)
Die N5 oder RN5 ist eine hochrangige Straße vom Typ Nationalstraße (französisch route nationale) in der Region Tillabéri in Niger.

## Verlauf und Charakteristik
Die N5 ist insgesamt 152,4 Kilometer lang. Sie beginnt am Stadtrand von Téra als Abzweigung von der N4. Bald zweigt links die Route 682 nach Bégorou Tondo von der N5 ab. Dann erreicht die Nationalstraße das Dorf Fonéko Tédjo, wo rechts die N39 nach Gothèye abzweigt. Zwischen Téra und Fonéko Tédjo ist die N5 eine moderne Erdstraße.
Sie verläuft weiter durch die Dörfer Doungouro, Sédey und Korogoussou. Im Departementshauptort Bankilaré zweigt rechts die Route 645 nach Méhana ab, gefolgt von der rechtsseitigen Abzweigung der Route 684 nach Kolmane im Dorf Téguey und der linksseitigen Abzweigung der Route 678 nach Dolbel. Nach dem Dorf Wanzerbé erreicht die N5 das Dorf Yatakala. Zwischen Fonéko Tédjo und Yatakala handelt es sich um eine einfache Erdstraße.
Sie quert schließlich den temporär Wasser führenden Fluss Gorouol und endet an der Staatsgrenze zu Mali. In ihrem letzten Abschnitt ab Yatakala ist die N5 eine einfache Piste.

## Geschichte
Der Straßenabschnitt zwischen Téra und Fonéko Tédjo wurde im Jahr 1968 und der Straßenabschnitt zwischen Fonéko Tédjo und Yatakala im Jahr 1969 errichtet.